# Woodford
Woodford – miejscowość na skraju Epping Forest w gminie Redbridge, północno-wschodniego Londynu.
Woodford jest podzielony na trzy rejony: Południowy Woodford, Zielony Woodford i Woodford-Most, które wzięło swą nazwę od starego mostu nad rzeką Roding. 
W Woodford urodził się Vince Clarke, współtwórca m.in. Depeche Mode, Yazoo i Erasure.